# 族群党
族群党（英語：Ethnic party）是一种政党类型，它公开地将自己塑造成一个或多个族群的代表者。族群党通常将这种代表性置于其选民动员策略的核心。有时也被称为“少数民族政党”，但不应把它们与主张领土自治的地区主义政党或分离主义政党混淆。
族群党的最早原型是俄罗斯帝国和奥匈帝国的犹太人政党（崩得、犹太人民党、世界以色列联盟等）和芬兰的瑞典族政党——芬兰瑞典族人民党，这些政党都成立于19世纪末或20世纪的第一个十年。